# Circonscription Massif central-Centre
La circonscription Massif central-Centre était une circonscription électorale française pour les élections européennes. Créée en 2003, elle regroupait trois régions d'alors : l'Auvergne, le Centre-Val de Loire, et le Limousin. Elle comptait 3 342 668 électeurs inscrits en 2009.
La circonscription Massif central-Centre élit cinq députés au Parlement européen entre 2009 et 2019. Précédemment, en 2004, elle en élisait six.

## Élections européennes de 2004

### Résultats
|                | Nombre    | % Inscrits | % Votants |
| -------------- | --------- | ---------- | --------- |
| Inscrits       | 3 235 943 | 100,00     |           |
| Abstentions    | 1 767 622 | 54,62      |           |
| Votants        | 1 468 321 | 45,38      |           |
| Blancs ou nuls | 58 500    |            | 3,98      |
| Exprimés       | 1 409 821 |            | 96,02     |

| Tête de liste             | Parti(s)                                          | Voix    | % exprimés | Sièges |
| ------------------------- | ------------------------------------------------- | ------- | ---------- | ------ |
| Catherine Guy-Quint       | Parti socialiste                                  | 440 249 | 31,23      | 3      |
| Brice Hortefeux           | Union pour un mouvement populaire                 | 287 085 | 20,36      | 2      |
| Janelly Fourtou           | Union pour la démocratie française                | 140 477 | 9,96       | 1      |
| Jean Verdon               | Front national                                    | 135 929 | 9,64       | 0      |
| Guillaume Peltier         | Mouvement pour la France                          | 93 301  | 6,62       | 0      |
| Dominique Normand         | Les Verts - Partit occitan                        | 88 457  | 6,27       | 0      |
| Daniel Geneste            | Parti communiste français                         | 87 654  | 6,22       | 0      |
| Anne Leclerc              | Ligue communiste révolutionnaire - Lutte ouvrière | 38 070  | 2,70       | 0      |
| Françoise Lavergne        | Chasse, pêche, nature et traditions               | 33 995  | 2,41       | 0      |
| Isabelle Velasque         | La France d'en bas                                | 25 965  | 1,84       | 0      |
| Martine Talon             | Rassemblement des contribuables français          | 15 000  | 1,06       | 0      |
| Dominique Maillot         | Parti des travailleurs                            | 12 809  | 0,91       | 0      |
| Claude Jaffrès            | Mouvement national républicain                    | 5 443   | 0,39       | 0      |
| Nicolle Gaudry            | Vivre mieux avec l'Europe                         | 2 785   | 0,20       | 0      |
| Jean-Paul Tonnieau        | Europe Démocratie Espéranto                       | 2 159   | 0,15       | 0      |
| Gérard de Villèle         | Alliance royale                                   | 284     | 0,02       | 0      |
| Nicolas-Salvatore Magillo | Parti fédéraliste                                 | 102     | 0,01       | 0      |
| Thomas Le Bauzec          | F.R.A.N.C.E. - Pôle des Libertés                  | 57      | 0,00       | 0      |

### Élus
| Parti | Nom                                                              | Groupe au Parlement |
| ----- | ---------------------------------------------------------------- | ------------------- |
| PS    | Catherine Guy-Quint                                              | PSE                 |
| PS    | André Laignel                                                    | PSE                 |
| PS    | Bernadette Bourzai                                               | PSE                 |
| UMP   | Brice Hortefeux puis Jean-Pierre Audy à partir du 5 juillet 2005 | PPE-DE              |
| UMP   | Marie-Hélène Descamps                                            | PPE-DE              |
| UDF   | Janelly Fourtou                                                  | ADLE                |

en gras les têtes de liste

## Élections européennes de 2009

### Résultats
20 listes ont été déposées, les résultats sont les suivants :
|                | Nombre    | % Inscrits | % Votants |
| -------------- | --------- | ---------- | --------- |
| Inscrits       | 3 342 417 | 100,00     |           |
| Abstentions    | 1 919 670 | 57,43      |           |
| Votants        | 1 422 747 | 42,57      |           |
| Blancs ou nuls | 80 498    | 2,41       | 5,66      |
| Exprimés       | 1 342 249 | 40,16      | 94,34     |

| Liste conduite par    | Parti                                       | Voix    | % exprimés | Sièges |
| --------------------- | ------------------------------------------- | ------- | ---------- | ------ |
| Jean-Pierre Audy      | Majorité présidentielle                     | 382 632 | 28,51      | 3      |
| Henri Weber           | Parti socialiste                            | 238 806 | 17,79      | 1      |
| Jean-Paul Besset      | Europe Écologie                             | 182 311 | 13,58      | 1      |
| Jean-Marie Beaupuy    | Mouvement démocrate                         | 109 369 | 8,15       | 0      |
| Marie-France Beaufils | Front de gauche                             | 108 194 | 8,06       | 0      |
| Christian Nguyen      | Nouveau Parti anticapitaliste               | 73 162  | 5,45       | 0      |
| Patrick Bourson       | Front national                              | 68 665  | 5,12       | 0      |
| Véronique Goncalvès   | Libertas                                    | 65 718  | 4,90       | 0      |
| Michel Fabre          | Alliance écologiste indépendante            | 46 351  | 3,45       | 0      |
| Jean Verdon           | Parti de la France                          | 25 294  | 1,88       | 0      |
| Jean Barrat           | Debout la République                        | 19 231  | 1,43       | 0      |
| Marie Savre           | Lutte ouvrière                              | 18 841  | 1,40       | 0      |
| Farhad Daneshmand     | Europe Démocratie Espéranto                 | 2 633   | 0,20       | 0      |
| Philippe Micaelli     | Newropeans                                  | 230     | 0,02       | 0      |
| Jean-Pierre Baron     | Union des gens                              | 229     | 0,02       | 0      |
| Robert de Prévoisin   | Alliance royale                             | 228     | 0,02       | 0      |
| Aline Pornet          | Communistes                                 | 185     | 0,01       | 0      |
| Thérèse Neroud        | Parti humaniste                             | 97      | 0,01       | 0      |
| Jacques-Henri Daudon  | Rassemblement pour l'initiative citoyenne   | 49      | 0,00       | 0      |
| Nicole Pradalier      | Programme contre la précarité et le sexisme | 24      | 0,00       | 0      |

### Élus
| Nom                   | Liste                   | Groupe parlementaire européen |
| --------------------- | ----------------------- | ----------------------------- |
| Henri Weber           | Parti socialiste        | S&D                           |
| Jean-Pierre Audy      | Majorité présidentielle | PPE                           |
| Sophie Briard-Auconie | Majorité présidentielle | PPE                           |
| Catherine Soullie     | Majorité présidentielle | PPE                           |
| Jean-Paul Besset      | Europe Écologie         | Verts/ALE                     |

## Élections européennes de 2014

### Résultats
|                | Nombre    | % Inscrits | % Votants |
| -------------- | --------- | ---------- | --------- |
| Inscrits       | 3 371 274 | 100,00     |           |
| Abstentions    | 1 817 880 | 53,92      |           |
| Votants        | 1 553 394 | 46,08      |           |
| Blancs ou nuls | 80 396    | 2,39       | 5,18      |
| Exprimés       | 1 472 998 | 43,69      | 94,82     |

| Liste conduite par       | Parti                                        | Voix    | % exprimés | Sièges |
| ------------------------ | -------------------------------------------- | ------- | ---------- | ------ |
| Bernard Monot            | Front national                               | 356 098 | 24,18      | 2      |
| Brice Hortefeux          | Union pour un mouvement populaire            | 314 959 | 21,38      | 2      |
| Jean-Paul Denanot        | Parti socialiste                             | 233 079 | 15,82      | 1      |
| Sophie Auconie           | Union des démocrates et indépendants – MoDem | 146 482 | 9,94       | 0      |
| Corinne Morel Darleux    | Front de gauche                              | 110 087 | 7,47       | 0      |
| Clarisse Heusquin        | Europe Écologie Les Verts                    | 101 331 | 6,88       | 0      |
| Patrice Court-Fortune    | Debout la République                         | 67 729  | 4,60       | 0      |
| Laurence Hermant-Danieau | Nouvelle Donne                               | 41 905  | 2,84       | 0      |
| Marie-Martine Hulot      | Alliance écologiste indépendante             | 30 480  | 2,07       | 0      |
| Marie Savre              | Lutte ouvrière                               | 19 740  | 1,34       | 0      |
| Sabine Thillaye          | Nous Citoyens                                | 15 979  | 1,08       | 0      |
| Michelle Oger-Nivard     | Parti du vote blanc                          | 15 592  | 1,06       | 0      |
| Béatrice Robrolle-Mary   | Europe citoyenne                             | 7 574   | 0,51       | 0      |
| Vincent Brousseau        | Union populaire républicaine                 | 4 731   | 0,32       | 0      |
| Marcelle Provost         | Europe Démocratie Espéranto                  | 3 390   | 0,23       | 0      |
| Karine Plassard          | Féministes pour une Europe solidaire         | 1 016   | 0,07       | 0      |
| Paul Berettoni           | Parti pirate                                 | 560     | 0,04       | 0      |
| Aline Pornet             | Communistes                                  | 462     | 0,03       | 0      |
| Xavier Poujade           | Démocratie réelle                            | 369     | 0,03       | 0      |
| Robert de Prévoisin      | Alliance royale                              | 321     | 0,02       | 0      |
| Jade Nomain              | Parti pour la décroissance                   | 316     | 0,02       | 0      |
| Bernard Vaton            | Régions et peuples solidaires                | 245     | 0,02       | 0      |
| Gilles Georgette         | Force Vie                                    | 235     | 0,02       | 0      |
| Romuald Knobelspiess     | Parti fédéraliste européen                   | 190     | 0,01       | 0      |
| Dominique Michel         | Syndicat de lutte contre les banques         | 129     | 0,01       | 0      |

### Élus
| Nom                | Parti | Parti | Groupe parlementaire |
| ------------------ | ----- | ----- | -------------------- |
| Bernard Monot      |       | FN    | ENL                  |
| Philippe Loiseau   |       | FN    | ENL                  |
| Brice Hortefeux    |       | UMP   | PPE                  |
| Angélique Delahaye |       | UMP   | PPE                  |
| Jean-Paul Denanot  |       | PS    | S&D                  |

## Élections européennes de 2019
Les élections européennes de 2019 auront lieu en mai 2019, sous forme de circonscription unique. La circonscription Massif central-Centre et les autres circonscriptions sont donc suspendues.